# Данска (водка)
Водка „Данска“ се произвежда в Дания от датско жито.
Напитката съществува от 1989 г. насам и, въпреки че собственик на бранда е Belvédère SA (Франция), той все още се управлява в Дания от датския филиал Belvédère Scandinavia A/S.
Водка „Данска“ винаги се е продавала в алуминиева бутилка. Тя има способността да охлажда съдържанието си 50 минути по-бързо от стъклената бутилка. Предимство на бутилката е и това, че се чупи трудно.
Всяка десета бутилка водка „Данска“ се продава в Русия.